# مارکوس دی پائولا
مارکوس دی پائولا بازیکن فوتبال اهل برزیل است 